# محوطه خرابه کندی
محوطه خرابه کندی مربوط به دوره اشکانیان - دوره ساسانیان است و در شهرستان میانه، بخش کندوان، دهستان گرمه شمالی، ۲ کیلومتری شرق روستای هندلان واقع شده و این اثر در تاریخ ۲۷ اسفند ۱۳۸۶ با شمارهٔ ثبت ۲۲۵۵۹ به‌عنوان یکی از آثار ملی ایران به ثبت رسیده است.